# Guerra arquidâmica

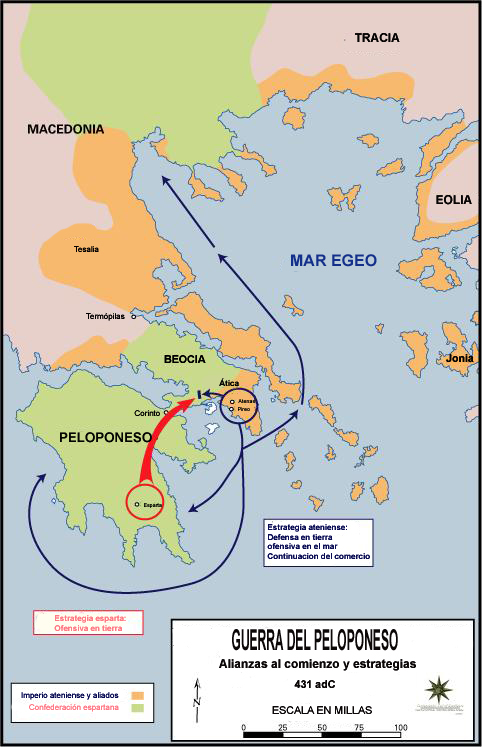
Esparta e aliados, e Atenas e aliados ao começo da guerra arquidâmica.

A Guerra Arquidâmica foi a primeira parte da Guerra do Peloponeso, que compreende desde o seu estouro em 431 a.C. até a Paz de Nícias (421 a.C.). Seu nome deriva do rei de Esparta, Arquídamo II, quem (em que pese a não ser um entusiasta da guerra) dirigiu as invasões peloponesas à Ática até a sua morte em 427 a.C. O conflito durou dez anos, podendo ser dividido em quatro fases:
1. A guerra defensiva de Péricles (até a sua morte).
2. A guerra ofensiva de Atenas após a morte de Péricles.
3. A ocupação ateniense de Pilos e Esfactéria.
4. A paz de 421 a.C. conseguida pelo estratego ateniense Nícias.

## Até a morte de Péricles
Os principais acontecimentos da narração da guerra de Tucídides, até a morte de Péricles, são:
1. A primeira invasão do Ática pelos espartanos.[2]
2. O princípio do assédio de Plateias pela sua vizinha beócia, Tebas.[3]
3. A epidemia de peste em Atenas.[4]

### Invasões da Ática

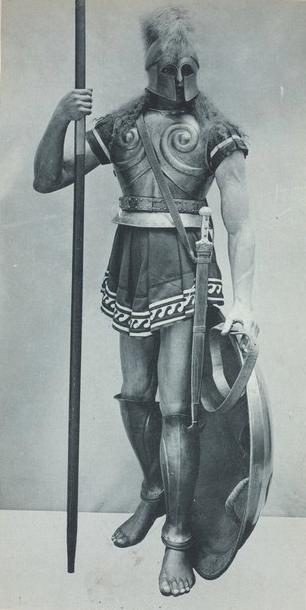
Representação de finais do século XIX de um hoplita espartano

O plano de operações dos espartanos e da Liga do Peloponeso consistia em apresentar-se no Ática todos os anos, antes da colheita, e arrasar os campos para forçar os atenienses a iniciar uma luta em campo aberto, na que resultariam prejudicados.
Pela sua vez, Esparta continuava fomentando o descontente entre os aliados atenienses da Liga de Delos.
À frota ateniense  foram-lhe assinadas quatro missões específicas:
- O controlo das rotas marítimas do Mediterrâneo ocidental através do Golfo de Corinto e em torno à península do Peloponeso.
- Fustigar os espartanos com desembarques nas suas costas
- Consolidar uma série de pontos estratégicos, chaves para os manter bloqueados.
- Isolar as forças peloponésias dos seus aliados da Sicília e da Magna Grécia.

Em 431 a.C., dois meses depois dos fatos relatados na seguinte seção, o exército espartano apresentou-se na Ática e Arquídamo visava, como já o fizera numa ocasião anterior, que os atenienses fizeram algumas concessões. Péricles não cedeu. Ademais a Assembleia ateniense promulgou um decreto pelo qual  proibia negociar com o inimigo, se este pressionava com as armas.
Para uma maior segurança, os atenienses refugiaram as suas famílias e os seus bens nos Muros Longos, e dali puderam contemplar como os seus trigais, vinhedos e olivais eram destruídos pelos peloponésios.
Arquídamo teve de retirar-se do Ática após aguardar inutilmente durante um mês a que saíssem as tropas de Péricles a defender as suas terras e tratar de expulsá-lo. Por outro lado, carecia de alimentos, pois os atenienses retiraram as suas reservas de comida e os seus gados.

### Ataque a Plateias
As ações bélicas começaram em 431 a.C., com o ataque de Tebas contra a cidade de Plateias, aliada de Atenas, e hostil à supremacia tebana na Liga Beócia, a qual constituía uma espécie de posto avançado em território beócio . Entre as duas cidades existiam grandes tensões, já que os tebanos buscavam ampliar a Liga Beócia, à frente da qual estavam, e não queria renunciar a Plateias.
Na Primavera de 431 a.C., os tebanos ajudados por uma facção pró-tebana desde o interior tentaram apoderar-se de Plateias por surpresa. A tentativa fracassou, mais os platenses, assustados, mataram os 330 prisioneiros tebanos que penetraram sub-repticiamente na cidade, e tal massacre alçou os tebanos contra eles.
Embora a agressão tebana a um aliado ateniense abrisse tacitamente as hostilidades, o começo "oficial" da contenda, não chegou até maio, com a invasão peloponésica da Ática encabeçada pelo rei euripóntida Arquídamo II.

### Seguintes ações bélicas
Nestes primeiros anos da guerra, Atenas despregou uma intensa atividade militar que se manifestou, entre outros feitos, em invadir anualmente à vizinha região de Megáride, a expulsão dos eginetas da sua própria ilha para estabelecer nela clerucos (colonos) atenienses quem, em virtude de um pacto entre Atenas e Esparta, estabeleceram-se na região de Tireia. Também os atenienses lançaram-se ao controlo absoluto do Golfo de Corinto e da rota marítima ao mediterrâneo ocidental.
Em 431 a.C., Péricles conforme com as suas possibilidades e planos estratégicos, enviou uma esquadra de cem trirremes contra as costas do Peloponeso, que  fracassou em Metone (na costa ocidental de Messênia), defendida pelo general esparciata Brásidas, e teve sucesso em Élide.
Brásidas, atípico estratego esparciata, foi sem dúvida o mais destacado da guerra arquidâmica, pelo qual mereceu o elogio de Tucídides pelo seu talento militar e a sua habilidade diplomática.
O noroeste continental grego foi um importante teatro de operações, região na que Atenas com a ajuda dos seus aliados acarnânios, tentou eliminar a influência coríntia. Em 431 a.C. as mesmas 100 naves que circunavegaram o Peloponeso apoderaram-se da colônia coríntia de Sólio, evacuaram do poder em Ástaco ao tirano filo-coríntio Evarco -restaurado pelos coríntios no Inverno seguinte- e ganharam, por meio da diplomacia, a ilha de Cefalônia, na boca do Golfo de Corinto
Os rápidos desembarques em território perieco de Lacônia e Messênia repetiram-se em anos sucessivos:
- em 430 a.C. Sobre ditas ações veja-se o segundo párrafo da seção Após a morte de Péricles.
- no Verão de 428, quando em duas ocasiões a frota ateniense assolou regiões costeiras lacedemônias. Tucídides reflete a preocupação dos esparciatas.[12]

Na Primavera de 430 a.C., 4 000 hoplitas atenienses e 300 cavaleiros a bordo de 100 naves de transporte de cavalaria próprias e 50 de Quios e Lesbos, arrasaram a campina de Epidauro e tentaram um assalto sobre a cidade, que fracassou, após o qual devastaram os campos de Trezén, Hálias e Hermíone, cidades situadas na península de Até, no noroeste da península peloponésia. A expedição terminou com a conquista e saqueio de Prásias.
A devastação destas três cidades, além de minar o moral espartano, constituiu uma chamada de atenção a Argos para que abandonasse a sua neutralidade e encabeçara a oposição a Esparta no Peloponeso. Por outro lado, Prásias, situada a sul de Cinúria, era um ponto quente do ancestral conflito entre espartanos e argivos pela posse desta região fronteiriça entre Lacônia e a Argólida, querela que se recrudesceu quando os espartanos assentaram ali aos eginetas expulsos da sua ilha pelos atenienses.

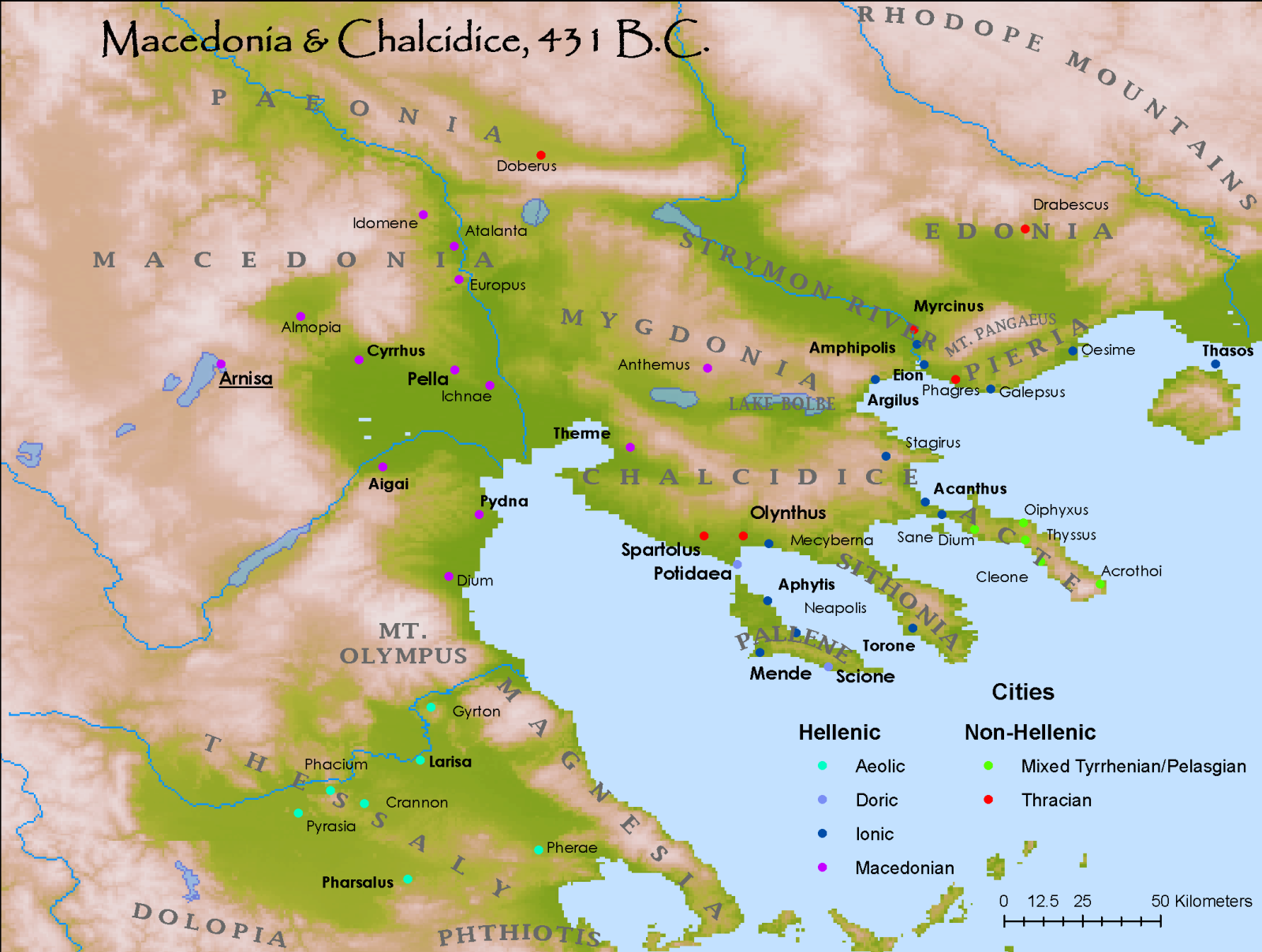
Mapa com as cidades aliadas, de um e outro bando em Macedônia e a Calcídica.

No Verão de 430 a.C. ocorreu uma tentativa de aproximação diplomática de Esparta à Pérsia, mediante o envio de uma embaixada integrada pelos espartanos Aneristo, Nicolau e Pratódamo, o tegeata Timágoras, o coríntio Aristeu e o argivo Pólide, que tinha como principal missão conseguir o apoio financeiro o Grande Rei à Liga do Peloponeso. A presença nesta delegação da o menos duas esparciatas de alto linhagem como eram Aneristo e Nicolao, descentes de Espértias e Bulis, os dois nobres que ofereceram as suas vidas a Xerxes I para expiar o crime cometido contra os heraldos do Grande Rei persa, ratificava a disposição espartana a continuar a guerra até a desintegração do império ateniense, precisamente num momento em que Atenas buscava uma solução pacífica ao conflito. De caminho a Pérsia, os embaixadores aproveitaram para persuadir o rei odrísio Sitalces de abandonar a aliança ateniense, o que poderia ser muito útil para o auxílio de Potideia, e mesmo para sublevar a toda a Calcídica, muito próxima ao reino trácio. Mas casualmente, achavam-se na corte de Sitalces dois embaixadores atenienses que convenceram a Sádoco, filho do soberano odrísio, que acabava de receber a cidadania ateniense, para entregar aos enviados peloponésios. Os integrantes da embaixada foram apresados, conduzidos a Atenas e executados sem julgamento prévio. Tucídides explica a violação da lei que permitia a qualquer indivíduo defender-se publicamente, pelo temor a despertar Aristeio, a quem se acusou de todos os males sobrevidos em Potideia e Trácia.
No fim do Verão de 430 a.C., os lacedemônios e os seus aliados enviaram uma expedição de 100 naves, com 1 000 hoplitas a bordo, contra a ilha de Zacinto, situada frente de Élida e aliada de Atenas. Ao mando do esparciata Cnemo, desembarcaram e devastaram a maior parte da ilha. Ao não se render os zacintos puseram proa para o Peloponeso. Tucídides dá a entender que a campanha militar foi um insucesso pela participação de Cnemo como navarco (almirante), já que o via como o arquétipo de esparciata pela sua falta de energia e decisão. Zacinto era de uma grande importância estratégica por servir de escala nos périplos atenienses do Peloponeso e dada a sua situação frente às costas de Élide, não longe da base naval peloponésia de Cilene. O mais importante é o momento no que se produziu a expedição, pouco após que Atenas entabulara negociações para o final da guerra; conversações que não conhecemos porque Tucídides nem sequeira as esboça, pouco preocupado pelos frustradas tentativas de paz.
Atenas atravessava por um momento muito difícil na guerra, não tanto pelas invasões anuais dos peloponésios como pela epidemia que dizimava à população. Somado a isso, estava o rápido esgotamento do tesouro de Ateneia, acelerado pela sangria financeira que supunha a prolongação do sítio de Potideia, e que a autoridade de Péricles era posta em dúvida por uma maioria do povo que o culpava das desgraças da guerra. Críticas que chegaram a concretizar-se na privação temporária do cargo de estratego e na imposição de uma multa.
Não se sabe que condições punha Esparta para selar a paz, embora não deveram ser muito diferentes das exigidas antes do estouro do conflito, porque o silêncio do historiador ateniense sugestiona uma intransigência por ambos os bandos e um escasso fruto da via diplomática.

### A peste
Uma epidemia, originada na Etiópia, foi introduzida pelo porto de Pireu em 430 a.C. e depressa se propalou por uma cidade cuja densa população vivia apinhada dentro das muralhas em precárias condições higiênicas.
Apesar de Tucídides descrever com precisão os sintomas, a natureza da doença continua sendo objeto de debate entre os patólogos, que baralham as possibilidades de peste bubônica, tifo, varíola e gripe.
Em três anos pereceram 4.400 hoplitas e 300 cavaleiros, ou seja, aproximadamente um terço de ambos os corpos, uma percentagem de vítimas que presumivelmente também se registraria entre o conjunto populacional.
Péricles, sucumbiu à epidemia e faleceu em 429 a.C.
A epidemia, por outro lado, repetiu-se em 427 a.C.

## Após a morte de Péricles
O vazio de poder que deixou Péricles foi ocupado pelo aristocrata Nícias e o demagogo Cleón (m. 422 a.C.), o primeiro partidário de um entendimento com Esparta que pusesse fim ao conflito, e o segundo proclive a uma guerra até a morte e sem concessões. Esta luta interna afetou a política exterior ateniense, que experimentou contínuos vaivéns segundo o povo se deixava persuadir por um ou outro líder. A herança política do "Olímpico" recaiu, além disso, em Éucrates e Lísicles.
Nenhum destes personagens soube aproveitar as oportunidades que se apresentaram aos atenienses para sair airosa de uma guerra difícil.

### Fórmio e Cnemo
No Verão de 429 a.C., os espartanos puseram em prática um vasto e ambicioso plano no noroeste que aspirava à dominação não somente de Acarnânia, mas também às ilhas de Zacinto e Cefalônia e inclusive de Naupato, onde desde o Inverno de 430−429 a.C., os atenienses situaram uma frota sob o mão de Fórmio que acrescentava o seu controlo do Golfo de Corinto.

Mapa do Golfo de Corinto

O plano espartano dificultaria extremamente ou mesmo impediria aos atenienses a circunavegação do Peloponeso e o bloqueio do Golfo de Corinto por falta de portos em onde atracar as suas naves. Mas a campanha acarnana, dirigida também por Cnemo, acabaria em outro descalabro devido à má coordenação ente os intervenientes e à inconstância no liderado dos espartanos, mais dispostos a retirar-se perante qualquer eventualidade ou contratempo que a empenhar-se numa empresa afastada da qual não eram diretos beneficiários. As 47 naves que constituíam a frota de apoio a Cnemo não puderam esquivar a vigilância de Fórmio e viram-se obrigadas a combater na entrada do Golfo de Corinto. As duas naumaquias, na segunda das quais impôs-se Fórmio, apesar de ter uma desvantagem em número de naves de cerca de 4 a 1, conseguiu encerrar no golfo a uma grande parte da esquadra peloponésia. Isto impediu a Liga do Peloponeso participar na defesa das costas peloponésias, pois as consequências de ambas as derrotas foram desastrosas para ela.
Depois, Fórmio deu um rodeio por Acarnânia, região com vários territórios dominados pelos aliados de Atenas. Regressou a Atenas por Naupato, e assim conseguiu dificultar o subministro de trigo da Magna Grécia ao Peloponeso. Apesar dos seus sucessos acusou-o ante os tribunais e foi condenado a pagar uma multa que, ao não poder satisfazer, implicou a sua atímia (perda da cidadania). Devido a isso não pôde voltar a desempenhar nenhum cargo público.
No plano militar, Atenas conservou Naupato, com o que isso significava para o bloqueio do golfo e do istmo de Corinto, enquanto quase um quarto da frota peloponesíaca ficara desmantelada e as suas tripulações capturadas ou mortas. Efeitos que se deixaram sentir sobre a atividade naval nos seguintes anos. Outro feito não menos importante foi o afirmamento naval do poder ateniense no noroeste continental de Grécia em detrimento dos coríntios, como demonstrariam pouco depois as expedições a Acarnânia de Fórmio e do seu filho Asópio.

### Revolta de Mitilene
Em 428 a.C., a ilha de Lesbos, que fora durante meio século um dos mais fiéis aliados de Atenas, fez defecção da Liga de Delos. Tal defecção podia arrastar a outras poleis e minar o domínio ático na Ásia Menor. Lesbos, pela sua estratégica posição na região dos estreitos do norte do mar Egeu, foi admitida na Liga do Peloponeso, embora os peloponésios não lhe emprestassem uma eficaz ajuda. Os atenienses enviaram à ilha o estratego Paques no comando de 1 000 hoplitas, com 250 trirremes; este bloqueou os dois portos de Mitilene e cercou-a com um muro.

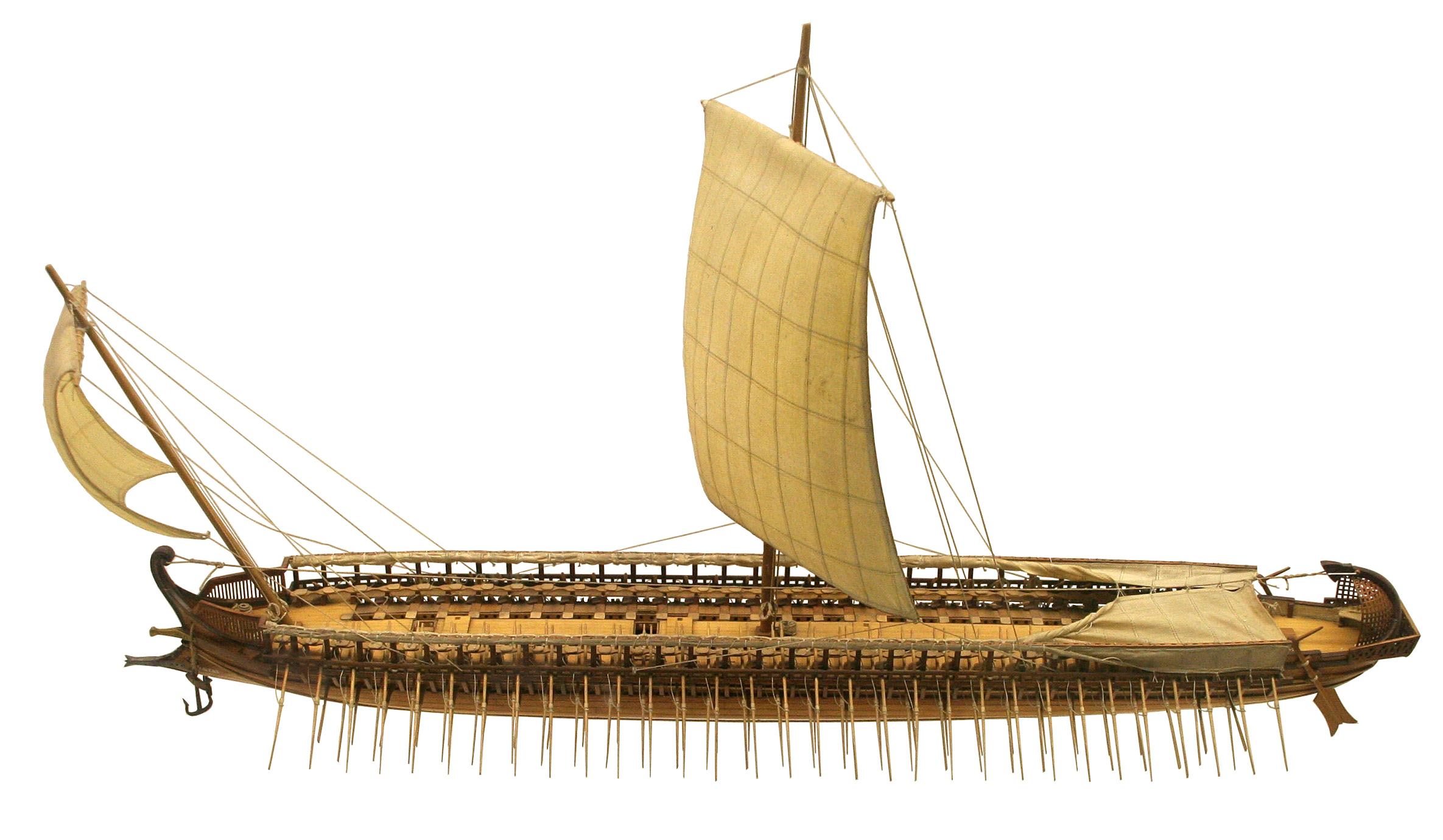
Maquete de um trirreme grego

Como a expedição de represália ateniense acarretou grandes despesas, Atenas teve de recorrer a um imposto sobre a fortuna, eisfora, que proporcionou um fundo de 200 talentos.
Enquanto isso, outra frota ateniense realizava um périplo pelo Peloponeso. Devido ao dano que infringia às comunidades periecas de Lacônia, os espartanos optaram por acudir na sua ajuda, em vez de ir a socorrer os mitileneus. Quando Esparta decidiu enviar uma frota de 40 naves às ordens de Alcidas, já era tarde. Nas Cíclades, o navarco espartano recebeu a notícia de que Mitilene rendera-se.
Também a cidade de Mileto, que solicitou ajuda a Liga do Peloponeso, a esperou em vão e houve de capitular. No tratado entre Paques e os mitileneus, o general ateniense comprometeu-se a não executar, escravizar ou encarcerar a nenhum mitileneu antes que regressara uma embaixada que os habitantes desta cidade enviaram a  Atenas. A eclésia, por sugestão de Cleón decidiu que se castigasse de maneira exemplar a todos os mitileneus, que os adultos fossem passados a faca e as crianças fossem reduzidos a escravidão. Numa nova Assembleia convocada com urgência, o povo foi convencido por Diódoto para derrogar o cruel pséphisma (decreto) e trocá-lo por outro que somente condenasse à morte os responsáveis pela insurreição. Também foi decretado que as muralhas fossem derribadas, que somente seriam executados os embaixadores, cuja cifra ainda hoje desconhece-se, a perda da autonomia, a entrega da frota, a confiscação de todas as terras cultiváveis, exceto as de Metina, para reparti-las depois entre clerucos atenienses.

### O final de Plateias
Em 427 a.C., os espartanos e os seus aliados, marcharam com as suas tropas para Plateias, que estava sitiada desde 429 a.C. Plateias, aliada de Atenas continuava sendo uma espinha cravada no coração da Liga Beócia, liderada pelos tebanos. Após os discursos de platenses e tebanos, cinco juízes espartanos deslocados a Plateias comprazeram os seus aliados tebanos com a decisão de executar os 225 defensores que se renderam (200 platenses e 25 atenienses) e escravizar a 110 mulheres. A cidade foi destruída e as terras e comunidades pequenas que dependiam dê-la foram anexadas pelos tebanos (427 a.C.), que viram o seu poder político e econômico incrementado dentro da confederação.

### A Guerra civil de Córcira

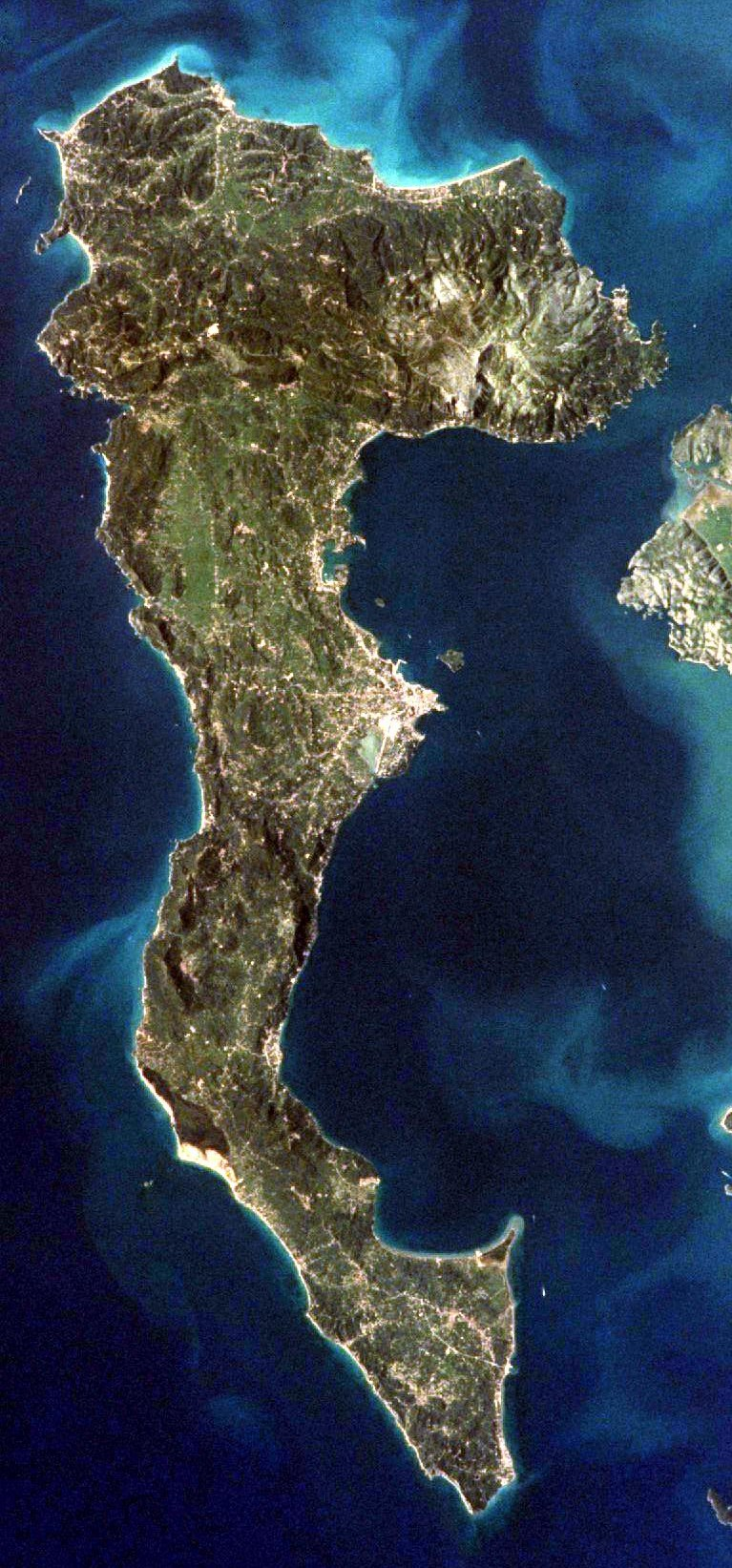
Fotografia de satélite da ilha de Córcira, a atual Corfu

A Guerra civil (stásis) que estourou em Córcira representou o primeiro incidente de consequências dramáticas para a política interna de uma cidade como consequência da intromissão das duas potências que se disputavam a hegemonia da Hélade.
Em 427-426 a.C., o endêmico antagonismo ente os democratas e os oligarcas corcirenses degenerou num conflito aberto civil quando os segundos tentaram ficar com o poder por meios violentos e derrocar o governo democrático.
Os prisioneiros tomados durante as batalhas por causa da cidade de Epidanos, foram liberados, quer em troca de uma enorme soma pelo seu resgate, quer pela promessa que fizeram para reconciliar o sua cidade e Corinto.
Córcira possuía a terceira maior frota da época, que de cair em mãos dos peloponésios inclinaria o balanço do equilíbrio naval. Além disso, a ilha de Córcira tinha um grande valor estratégico pela sua localização na rota marítima à península itálica e Sicília, aonde  Atenas enviou esse mesmo ano a sua primeira expedição para cortar o aprovisionamento de grão ao Peloponeso e a probabilidade de ficar com o controlo da ilha.
A intervenção do ateniense Nicóstrato com a sua frota também não solucionou o problema, embora por enquanto firmou uma aliança com Atenas que substituía a anterior epimachia (aliança defensiva).

## Ocupação ateniense de Pilos e Esfactéria[42]
A guerra ia tomar um rumo inesperado favorável a Atenas, no meio dos sucessos e insucessos em cada um dos dois bandos contendedores. Os atenienses decidiram efetuar uma intensa atividade naval no Mar Jônico, com o fim de atacar os aliados de Esparta e com a pretensão de estender a sua hegemonia a Sicília e Magna Grécia.
Atenas destacou ali a sua frota com dois objetivos:
- isolar o Peloponeso das ricas colônias da Itália e da Sicília, em especial de Siracusa
- impor a sua hegemonia política sobre as colônias gregas do Ocidente.

A intervenção ateniense apoiou-se nas velhas e enconadas rivalidades que vinham enfrentando secularmente os gregos destas colônias ocidentais.

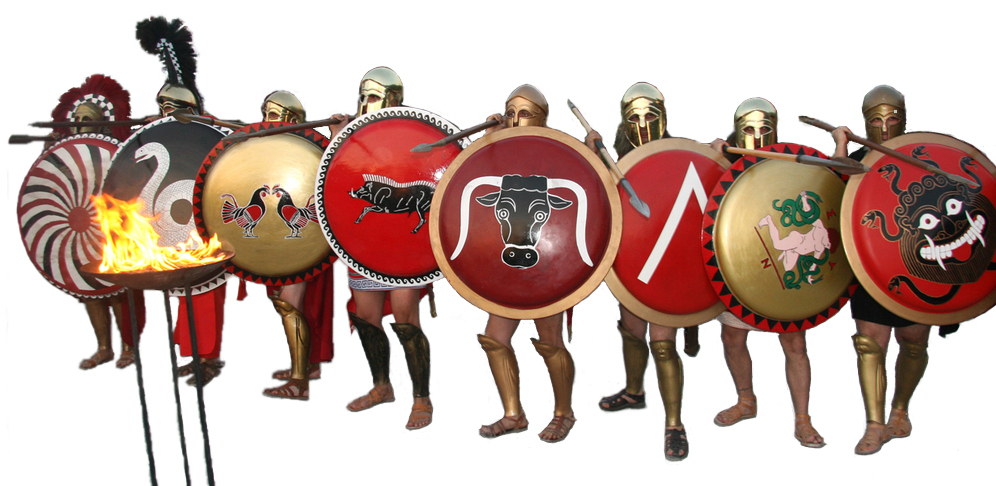
Recriação moderna de uma fila de hoplitas

Desde muito tempo antes, Siracusa ameaçava a Segesta, Leontino e Regio, entre outras. Péricles pactuara com elas contra de Siracusa e os seus aliados (Gela, Selinunte, Hímera e Locris).
Ao mando de Laques fizeram aparição 40 naves, entre 427 e 426 a.C. Regressaram a Atenas sem nenhum sucesso real, devido a que os gregos da Sicília se reuniram em Gela adivinhando as intenções anexionistas de Atenas, e acordaram assinar a paz entre si. Mas a eclésia ateniense, obedecendo a dirigentes belicistas e megalômanos, condenou ao exílio os três estratego da esquadra e acusou-os de ter sido corrompidos para renunciar à conquista.
Nas costas peloponésias Atenas obteve resultados favoráveis, que não soube aproveitar. Demóstenes desembarcou na costa de Messênia para fustigar os espartanos. A frota ao seu mando, teve de botar âncoras na baía de Pilo por causa do temporal, momento que aproveitou o estratego ateniense para que os outros duas colegas no cargo, Eurimedonte e Sófocles, ocupassem a península de Corifásio. Desde aí os atenienses podiam estar em contato com os messênios.
Enquanto a maior parte das naves continuavam até Córcira e Sicília, Demóstenes ficou atrás com cinco trirremes.
Os espartanos ocuparam a ilha de Esfactéria, situada a sul de Pilos, desejando enfrentar-se ao destacamento ateniense. A frota ateniense que se dirigira a Córcira, regressou desde Zante e bloqueou as duas entradas da baía de Pilo, isolando em Esfactéria um bom número de hoplitas lacedemônios. Ante esta dramática situação, Esparta concertou um armistício para a região de Pilo e queria negociar a paz com os atenienses. Frente do poder dos radicais atenienses, sob o liderado de Cleón, a Assembleia deu a ordem a Leste de pôr fim a dita situação. Os hoplitas atenienses desembarcaram na ilha e fizeram depor as armas aos espartanos e capturaram 120 espartiatas.
O sucesso da operação não foi de Cleón, mas de Demóstenes, cérebro principal da mesma, embora o triunfo fosse apropriado por Cleón, quem aproveitou para triplicar o tributo da Liga de Delos e aumentar a três óbolos as dietas dos heliastas, com o que se granjeou o favor do povo.
A derrota espartana surpreendeu toda a Grécia. Tal vitória sobre a sua infantaria e, sobretudo, a presença de uma guarnição em Pilos, formada por messênios de Naupato e atenienses, supunha uma grande ameaça para Lacônia, pelo eventual perigo de uma sublevação dos fíotas.

## Para a Paz de Nícias

### Cleón e Brásidas
O sucesso de Esfactéria levou o partido belicista de Atenas, dirigido por Cleón, a inclinar-se por empresas guerreiras terrestres e, portanto, afastar-se da política naval de Péricles.
A conquista da ilha de Citera em 424 a.C. por Nícias acarretou graves prejuízos ao comércio peloponésio. Apoderaram-se os atenienses do porto de Niseia. Depois um contingente ateniense pretendeu a conquista de Beócia, mas sofreu uma grande derrota em Délio, frente aos hoplitas beócios que, pela primeira vez, aplicaram a tática da falange em formação oblíqua.
O general espartiata Brásidas deu um nova virada à guerra, que até esse momento consistia em assolar a Ática e manter-se à defensiva no Peloponeso. Sabiam que o ponto débil de Atenas estava em Calcídica e na Trácia. Para chegarem a estas regiões, os lacedemônios deveriam passar por Tessália, que embora oficialmente fosse aliada de Atenas, estava dividida em filo-atenienses  e filo-espartanos: o setor popular era com Atenas e a rica aristocracia simpatizava com a Esparta.
Brásidas atravessou o istmo de Corinto, Beócia, Tessália e apresentou-se em Calcídica, onde incitou aos seus habitantes à sublevação.
As cidades de Acanto e Estagira puseram-se do seu lado e o seu sucesso mais sobressalente foi a conquista de Anfípolis. Assim, Brásidas deu aos atenienses um golpe considerável numa zona na que o seu império parecia estar seguro.
Tucídides, o historiador, então estratego e encarregado da defesa da cidade, não pôde evitar que fosse tomada por Brásidas. Esta perda era importante pela sua posição estratégica com referência a Trácia e os Estreitos (Helesponto e Dardanelos), porque Anfípolis proporcionava madeira para construir barcos e porque contribuía financeiramente. Tucídides foi castigado ao ostracismo (desterro) pela eclésia ateniense.
A partir da vitória espartana, numerosas cidades calcídicas fizeram defecção da Liga de Delos e as ricas minas de ouro do Monte Pangeu passaram para Esparta.
A situação de Atenas em Trácia debilitou-se com a perda de outras populações como Torone. Por tudo isto, os atenienses viram-se obrigados a subir as quotas do tributo (eisfora), o qual provocou a defecção de outras cidades aliadas.
Mas atenienses e espartanos, encarnados na pessoa de Nícias e Plistoanate desejavam uma paz o quanto antes, já que estes últimos estavam muito preocupados dos prisioneiros de Pilos, a quem se executaria se os peloponésios invadiam de novo o Ática.
Em consequência, na Primavera de 423 a.C., Laques geriu uma trégua de um ano que parecia deixar uma porta aberta para a paz definitiva. Tucídides recolhe o seu contido no que figuravam as diferentes linhas locais de demarcação em ambas as forças e as suas posses territoriais. Certas questões problemáticas ficariam sujeitas a arbitragem.
Mas, cumprido o prazo, a guerra foi retomada em Calcídica e prosseguiram as intrigas. A cidade de Sicião separou-se da Liga de Delos e segundo o acordo devia ter sido devolvida a estes, mas Brásidas recusou.
Nícias conseguiu atrair Pérdicas II da Macedônia e o príncipe Arrabeu de Lincéstida, conseguindo alguma vantagem no norte.
Cleón apresentou-se com um forte contingente e coletou algumas vitórias, entre as quais cabe destacar a conquista de Torone, mas ao acercar-se a Anfípolis os espartanos infringiram-lhe uma severa derrota. Cleón e Brásidas faleceram na Batalha de Anfípolis em 422 a.C.

### A Paz de Nícias
A morte de Cleón e Brásidas fez desaparecer do palco político dois pertinaces partidários da guerra e permitiu a Plistoanate e a Nícias retomarem as negociações de paz.
Os acontecimentos de Délio e de Anfípolis outorgaram o protagonismo na direção da guerra e portanto, na política ateniense, aos aristocratas, quem capitaneados por Nícias visavam voltar para o plano de Péricles, pois a guerra estava arruinando a economia agrícola. A Nícias opunham-se os democratas radicais Hipérbolo e Pisandro.
Também Esparta desejava a paz. Entre outras coisas, queria que lhe devolvessem os 120 prisioneiros de Esfactéria, pois era preocupado com a diminuição o número de espartiatas.
Nos primeiros dias do mês de abril de 421 a.C. foi assinada a paz por uma duração de 50 anos. Os pontos fundamentais recolhidos por Tucídides eram:
- Atenas e Esparta voltariam à situação anterior à guerra e deviam por isso reintegrar todo o conquistado durante a mesma.
- Os espartanos e os seus aliados recobrariam Pilos, Corifásio, Citera, Metana, Pteleu e Atalanta.[55]
- Canje de prisioneiros.
- Liberação dos prisioneiros por ambos os bandos.
- Reconhecimento da autonomia do Templo de Apolo.